# Jérémie Borrel
Jérémie Borrel, né le 11 avril 1985, est un skieur français spécialiste du télémark. Il est membre du ski-club des Ménuires.

## Palmarès
- Meilleure performance sur une épreuve de Coupe du monde : 
  - 2e au sprint de Sugarbush/Lincoln Park (États-Unis) le 19 mars 2008
  - 4e au slalom géant de Sugarbush/Lincoln Park le 20 mars 2008
  - 9e au classique de  Sugarbush/Lincoln Park le 21 mars 2008

- 5e du slalom géant au championnat du monde de télémark de Thyon-les Collons (Valais) le 23 mars 2007